# Andreas Ibertsberger
Andreas Ibertsberger (* 27. Juli 1982 in Seekirchen am Wallersee) ist ein ehemaliger österreichischer Fußballspieler und derzeitiger -trainer.

## Karriere

### Spielerlaufbahn
Der dynamische und zweikampfstarke Abwehrspieler begann seine Karriere als Jugendspieler bei seinem Stammverein SV Seekirchen 1945. Über das Bundesnachwuchszentrum kam der 1,77 m große Ibertsberger im Jahr 2001 zum SV Austria Salzburg und spielte sich in den folgenden Jahren sowohl im Verein als auch in der U21-Mannschaft des ÖFB in den Vordergrund. Seit Jänner 2005 spielte der Bruder des einstigen Nationalspielers Robert Ibertsberger beim SC Freiburg und kam dort, obwohl eher ein Rechtsfuß, genauso wie in Salzburg meist auf der linken Seite der defensiven Viererkette zum Einsatz. Von seinem früheren Trainer beim SC Freiburg, Volker Finke, wurde der Seekirchener als großes Verteidigertalent mit guter Perspektive beurteilt.
Am 29. Jänner 2008 wechselte er zur TSG 1899 Hoffenheim, nachdem er bereits einen Vertrag zur Saison 2008/09 unterschrieben hatte. Mit der TSG schaffte er den Aufstieg in die Bundesliga und wurde zudem 2008 Herbstmeister.
Sein Debüt in der österreichischen Nationalmannschaft feierte Andreas Ibertsberger am 13. Oktober 2004 unter Teamchef Hans Krankl im Qualifikationsspiel zur Fußball-Weltmeisterschaft 2006 gegen Nordirland. International für Aufsehen sorgte er mit seiner hervorragenden Deckungsarbeit gegen Superstar David Beckham im Länderspiel gegen England am 8. Oktober 2005. Beckham sah sich durch die gute Leistung von Ibertsberger zu zwei Fouls an dem jungen Österreicher genötigt und wurde daraufhin vom Schiedsrichter des Feldes verwiesen.
Am 7. Februar 2009 erschienen Ibertsberger und sein Mannschaftskollege Christoph Janker nach einem Spiel bei Borussia Mönchengladbach zehn Minuten zu spät zu einer Dopingkontrolle, da sie zunächst an einer Mannschaftssitzung teilgenommen hatten. Laut Medienberichten drohte den beiden Fußballspielern deshalb eine jahrelange Sperre. Das Verfahren gegen die Spieler wurde jedoch schließlich eingestellt, da „kein klassisches Dopingvergehen“ vorgelegen, sondern „es sich um einen fahrlässig begangenen Verstoß gegen die Anti-Doping-Richtlinien des DFB“ gehandelt habe. Daher wurde die TSG 1899 Hoffenheim zu einer Geldstrafe von 75.000 € und der Physiotherapeut zu 2.500 € verurteilt.
Am 26. April 2012 gab die TSG 1899 Hoffenheim bekannt, dass der zum 30. Juni 2012 auslaufende Vertrag nicht verlängert werde. So verließ Ibertsberger die Kraichgauer nach viereinhalb Jahren.
Erst Ende Jänner 2013 fand Ibertsberger im Zweitligisten MSV Duisburg einen neuen Verein. Er unterschrieb einen bis zum Saisonende befristeten Vertrag mit der Option, diesen um ein weiteres Jahr zu verlängern. Diese Option wurde jedoch nicht gezogen, so dass das Gastspiel von Ibertsberger in Duisburg bereits nach einem halben Jahr wieder endete.

### Trainerlaufbahn
Zur Saison 2014/15 wurde Ibertsberger neuer Co-Trainer bei 1899 Hoffenheim II. Die Saison 2019/20 arbeitete er als U19-Trainer bei Eintracht Frankfurt und war anschließend zwei weitere Spielzeiten Co-Trainer der Mannschaft unter Jürgen Kramny.